# Élections législatives partielles au cours de la IIIe législature de la Cinquième République française
Des élections législatives partielles ont eu lieu durant la IIIe législature de l'Assemblée nationale.

## Élections partielles en 1967

### Troisième circonscription de Corse
| | Jean-Paul de Rocca Serra sortant réélu | UDR            | 21 834 | 63,06  |  |  |  |
| | Paul Mondoloni                         | FGDS           | 14 122 | 4,08   |  |  |  |
| | Paul Bungelmi                          | PCF            | 3 779  | 1,09   |  |  |  |
| |                                        |                |        |        |  |  |  |
| Inscrits | Inscrits                               | Inscrits       | 51 619 | 100,00 |  |  |  |
| Abstentions | Abstentions                            | Abstentions    | 16 340 | 31,66  |  |  |  |
| Votants | Votants                                | Votants        | 35 279 | 68,34  |  |  |  |
| Blancs et nuls | Blancs et nuls                         | Blancs et nuls | 657    | 1,86   |  |  |  |
| Exprimés | Exprimés                               | Exprimés       | 34 622 | 98,14  |  |  |  |
| Source : France, Ministère de l'intérieur. Les Elections législatives . Métropole., la Documentation française, 1968 (lire en ligne) |                                        |                |        |        |  |  |  |

### Première circonscription des Côtes-du-Nord
| | Yves Le Foll sortant réélu | PSU            | 34 993 | 55,05  |  |  |  |
| | Robert Richet              | UDR            | 28 577 | 44,95  |  |  |  |
| |                            |                |        |        |  |  |  |
| Inscrits | Inscrits                   | Inscrits       | 79 285 | 100,00 |  |  |  |
| Abstentions | Abstentions                | Abstentions    | 14 307 | 18,05  |  |  |  |
| Votants | Votants                    | Votants        | 64 978 | 81,95  |  |  |  |
| Blancs et nuls | Blancs et nuls             | Blancs et nuls | 1 408  | 2,17   |  |  |  |
| Exprimés | Exprimés                   | Exprimés       | 63 570 | 97,83  |  |  |  |
| Source : France, Ministère de l'intérieur. Les Elections législatives . Métropole., la Documentation française, 1968 (lire en ligne) |                            |                |        |        |  |  |  |

### Première circonscription du Gers
| | Paul Vignaux sortant réélu | SFIO (FGDS)             | 23 742 | 57,99  |  |  |  |
| | Patrice Brocas             | CD                      | 17 203 | 42,01  |  |  |  |
| | Gaston Miélet              | DIV-Gaulliste de gauche | 0      | 0      |  |  |  |
| | Léopold Duran              | RI                      | 0      | 0      |  |  |  |
| |                            |                         |        |        |  |  |  |
| Inscrits | Inscrits                   | Inscrits                | 59 978 | 100,00 |  |  |  |
| Abstentions | Abstentions                | Abstentions             | 17 557 | 29,27  |  |  |  |
| Votants | Votants                    | Votants                 | 42 421 | 70,73  |  |  |  |
| Blancs et nuls | Blancs et nuls             | Blancs et nuls          | 1 476  | 3,48   |  |  |  |
| Exprimés | Exprimés                   | Exprimés                | 40 945 | 96,52  |  |  |  |
| Source : France, Ministère de l'intérieur. Les Elections législatives . Métropole., la Documentation française, 1968 (lire en ligne) |                            |                         |        |        |  |  |  |

MM. Miélet et Duran n'avaient pas déposé de bulletins dans les bureaux de vote.

### Deuxième circonscription de l'Orne
| | Roland Boudet sortant réélu | CD (PDM)       | 19 043 | 57,17  |  |  |  |
| | Ernest Voyer                | UDR (URP)      | 7 899  | 23,71  |  |  |  |
| | Gérard Nouhant              | Divers droite  | 3 496  | 10,50  |  |  |  |
| | Gilles Dubourg              | PCF            | 2 872  | 8,62   |  |  |  |
| |                             |                |        |        |  |  |  |
| Inscrits | Inscrits                    | Inscrits       | 50 574 | 100,00 |  |  |  |
| Abstentions | Abstentions                 | Abstentions    | 16 184 | 32     |  |  |  |
| Votants | Votants                     | Votants        | 34 390 | 68     |  |  |  |
| Blancs et nuls | Blancs et nuls              | Blancs et nuls | 1 080  | 3,14   |  |  |  |
| Exprimés | Exprimés                    | Exprimés       | 33 310 | 96,86  |  |  |  |
| Source : France, Ministère de l'intérieur. Les Elections législatives . Métropole., la Documentation française, 1968 (lire en ligne) |                             |                |        |        |  |  |  |

## Élections partielles en 1968

### Deuxième circonscription de Corse
Une élection législative a eu lieu en avril 1968 dans cette circonscription à cause de l'annulation de l'élection de Jacques Faggianelli.